# Euplexia docima
Euplexia docima là một loài bướm đêm trong họ Noctuidae.